# Pato

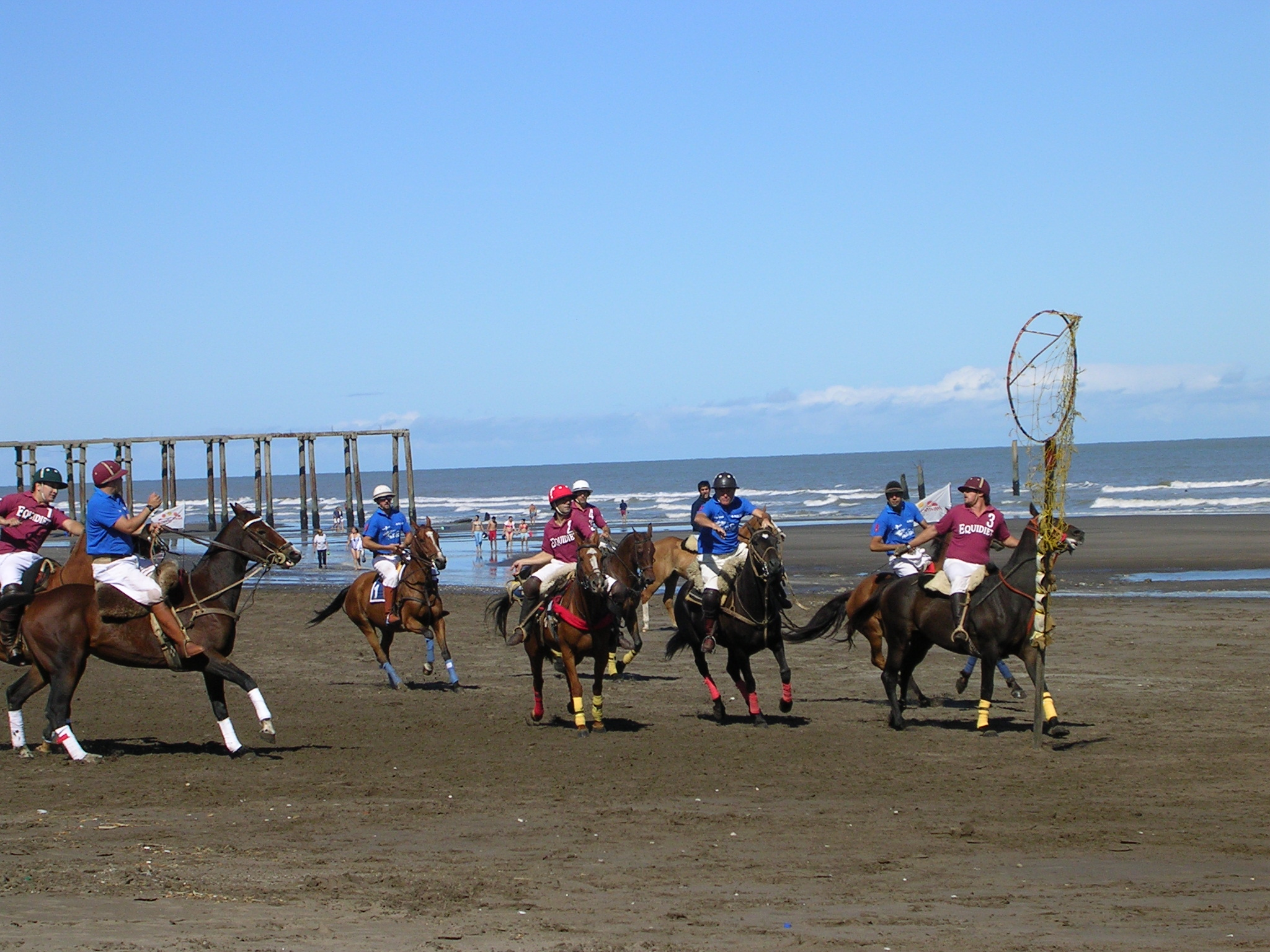
Pato-wedstrijd in Monte Hermoso, Argentinië

Pato, ook bekend als juego del pato (letterlijk "eendspel") is een spel dat te paard wordt gespeeld. Het spel combineert elementen van polo en basketbal. Het is de nationale sport van Argentinië.
Pato is Spaans voor "eend". In de vroege dagen van de sport werd een levende eend in een mand gebruikt in plaats van een bal. Er wordt al sinds 1610 over Pato geschreven. Het speelveld liep vaak tussen aangrenzende boerderijen. Het eerste team dat met de eend zijn eigen boerderij bereikte, was de winnaar.
Pato werd tijdens zijn geschiedenis verschillende keren verboden. Dit kwam door het geweld. Niet alleen de eend onderging geweld, ook veel gaucho's werden vertrapt. Sommigen kwamen om bij mesgevechten die in het heetst van de strijd begonnen. In 1796 zei een katholieke priester dat pato-spelers die op deze manier stierven geen christelijke begrafenis mochten krijgen. In de 19e eeuw waren er wetten in gebruik die mensen verboden om pato te mogen spelen.
In de jaren 1930 werden er regels toegevoegd aan pato door rancheigenaar Alberto del Castillo Posse. Hij bedacht een reeks regels die gebaseerd zijn op het moderne polo. In 1953 werd pato door president Juan Perón uitgeroepen tot de nationale sport van Argentinië.